# Хачинс (Тексас)
Хачинс (енгл. Hutchins) град је у америчкој савезној држави Тексас. По попису становништва из 2010. у њему је живело 5.338 становника.

## Демографија
Према попису становништва из 2010. у граду је живело 5.338 становника, што је 2.533 (90,3%) становника више него 2000. године.
| Група             | 2000.         | 2010.         |
| Белци             | 1.013 (36,1%) | 1.326 (24,8%) |
| Афроамериканци    | 1.047 (37,3%) | 2.102 (39,4%) |
| Азијати           | 7 (0,2%)      | 14 (0,3%)     |
| Хиспаноамериканци | 673 (24,0%)   | 1.883 (35,3%) |
| Укупно            | 2.805         | 5.338         |